# Vakås Station
Vakås Station (Vakås stasjon eller Vakås holdeplass) er en jernbanestation på Drammenbanen, der ligger i Vakås i Asker kommune i Norge. Stationen består af to spor med en øperron imellem og et trappehus i gulmalet træ samt en parkeringsplads. Den betjenes af lokaltog mellem Spikkestad og Lillestrøm.
Stationen åbnede som trinbræt 1. juli 1957.